# Badmintonmeisterschaft von Hongkong 1970
Die Badmintonmeisterschaft von Hongkong des Jahres 1970 fand vom 23. bis zum 28. März 1970 in Hongkong statt. Die Meisterschaft war offen für internationale Starter.

## Titelträger
| Disziplin    | Sieger                    |
| ------------ | ------------------------- |
| Herreneinzel | Wong Fai Hung             |
| Dameneinzel  | nicht ausgetragen         |
| Herrendoppel | Wong Fai Hung Koo Man For |
| Damendoppel  | nicht ausgetragen         |
| Mixed        | Koo Man For Cynder Ho     |